# Eamonn Walsh
Eamonn Oliver Walsh (ur. 1 września 1944 w Celbridge) – irlandzki duchowny rzymskokatolicki, w latach 1990–2019 biskup pomocniczy Dublinu.